# Bernbach (Aichen)

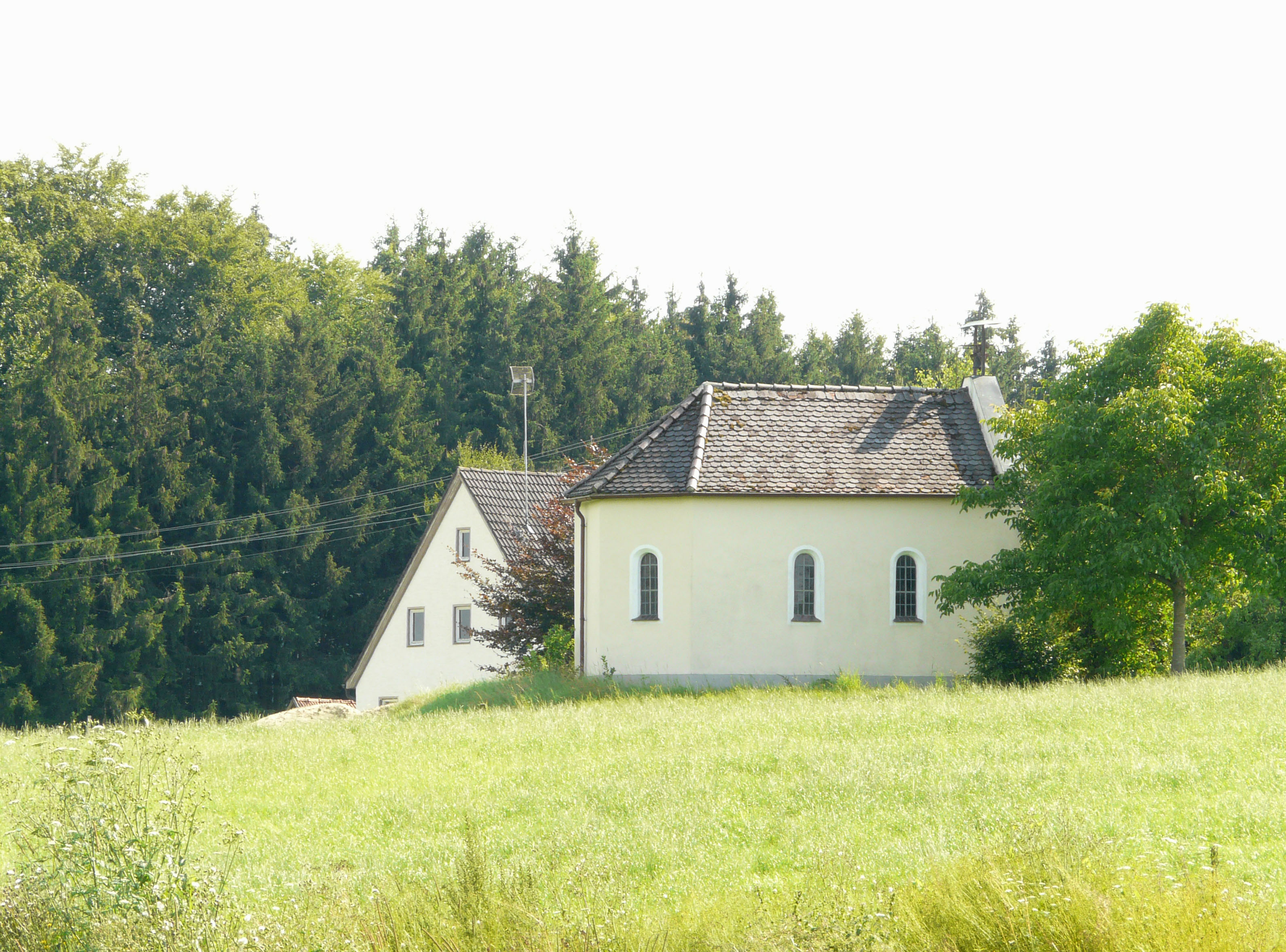
Kapelle St. Joseph

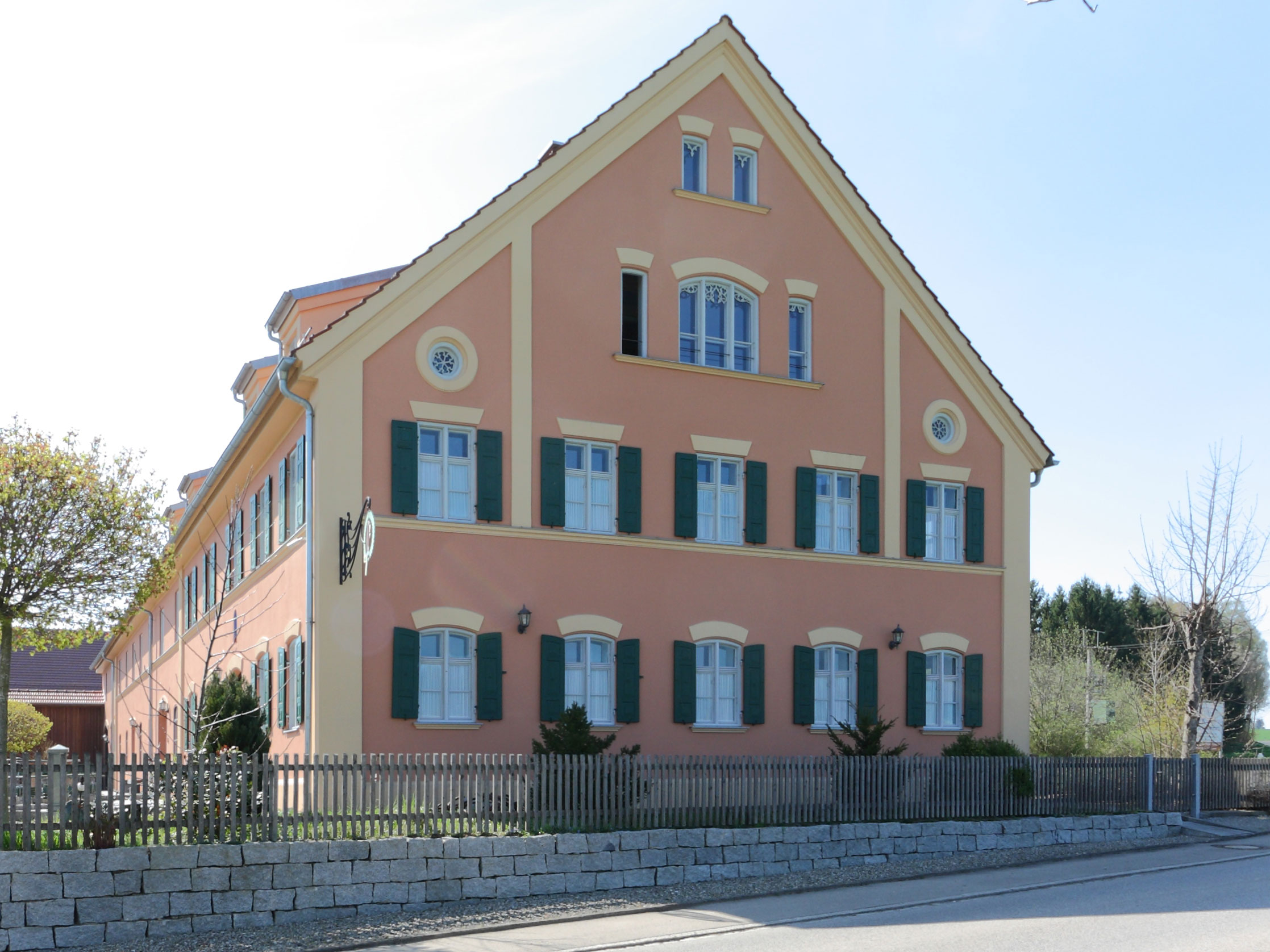
Gasthof Reiber

Bernbach ist ein Gemeindeteil von Aichen im schwäbischen Landkreis Günzburg in Bayern.

## Lage
Der Weiler ist über die Kreisstraße GZ 27 zu erreichen.

## Geschichte
Bernbach wird erstmals im Jahr 1140 im Traditionsbuch des Klosters Ursberg genannt. 1312 erfolgte der Verkauf an das Stift St. Moritz in Augsburg. Dieses veräußerte 1582 den Ort an die Herrschaft Seifriedsberg. In den folgenden Jahrhunderten gab es weitere Besitzwechsel.
Im Jahr 1850 wurde der Weiler in die Gemeinde Aichen eingegliedert.

## Sehenswürdigkeiten
Siehe auch: Baudenkmäler in Bernbach
- Kapelle St. Joseph, erbaut 1843
- Gasthof Reiber